# Mer Rouge
Mer Rouge – wieś w Stanach Zjednoczonych, w stanie Luizjana, w parafii Morehouse.